# Darkness (film 2002)
Darkness è un film del 2002, diretto da Jaume Balagueró ed interpretato da Anna Paquin e Lena Olin.

## Trama
Spagna. Una famiglia americana, composta dai coniugi Mark e Maria e dai loro figli Regina e Paul, si trasferisce a vivere in una casa mai stata abitata prima. Ma nella casa ben presto iniziano ad accadere cose inquietanti: Mark ha una ricaduta di una malattia che lo aveva seriamente colpito alcuni anni prima, mentre Paul viene spaventato da strani spettri che lo tormentano. Regina capisce che in quella casa c'è qualcosa che non va mentre la madre Maria sembra non accorgersi di nulla.
Con l'aiuto del suo nuovo amico, Carlos, aspirante fotografo innamorato di lei, Regina si incontra con Villalobos, l'uomo che ha progettato la casa. L'uomo le rivela che la casa è stata costruita per essere sede di un rituale sovrannaturale che richiede il sacrificio di sette bambini (ognuno dei quali sacrificato da "mani che lo amano") in concomitanza con una eclissi che si verifica solo ogni 40 anni. Visto l'avvicinarsi di una eclissi e che il precedente rituale necessita di un altro sacrificio per essere ultimato, Regina vuole far tutto il possibile per impedire che il fratellino Paul diventi l'ultima vittima.
Regina scopre che suo nonno, Albert Rua, è un membro della setta che ha effettuato quarant'anni prima il rituale satanico. L'uomo le rivela che il settimo bambino che doveva essere sacrificato è nientemeno che il padre di Regina, Mark, e che egli non sacrificò suo figlio perché all'ultimo momento si rese conto che non lo amava. Albert le rivela anche che è stato lui a far sì che il figlio e la sua famiglia si siano trasferiti in quella casa con l'intenzione di fare in modo che Mark sia sacrificato durante questa eclissi da "mani che lo amano."
Regina fa quindi rientro a casa dove trova suo padre che, nel bel mezzo di un'altra crisi di nervi, ha ingerito una grande quantità di pillole rischiando di morire soffocato. Maria tenta di eseguire una tracheotomia su di lui, ma non riesce a praticare il taglio. Regina tenta di farlo lei causando però inavvertitamente la morte del padre. Essendo l'eclissi in corso ed essendo Mark stato "ucciso" da "mani che lo amano", il rituale è finalmente completo.
L'oscurità assume l'aspetto di Regina e Paul e convince Maria a spegnere le luci. L'oscurità uccide Maria e poi assume l'aspetto della donna e cerca di aggredire Regina e Paul, i quali riescono però a fuggire di casa. L'oscurità assume l'aspetto di Carlos e carica a bordo della sua auto i due. Il vero Carlos arriva alla casa dove viene ucciso dall'oscurità. Il film si conclude con il finto Carlos che guida l'auto in un tunnel buio, dove è implicito che l'oscurità uccida Regina e Paul.

## Incassi
Con un budget di 10.600.000$ , nella sua prima settimana di proiezioni negli USA il film ha incassato un totale di circa 6 milioni di dollari in 1700 cinema. In totale il film ha incassato circa ventidue milioni di dollari nei soli Stati Uniti ed un totale di 34,409,206 in tutto il mondo.